# ابن نور الدين الموزعي
ابن نُور الدِّين المَوْزعيّ (825هـ / 1422م) محمد بن علي بن عبد الله بن إبراهيم الخطيب، أبو عبد الله، الشهير بابن نور الدين، ويعرف بالمَوزَعِيّ؛ مفسر، فقيه، أصولي، لغوي. 
قال السخاوي: "جرت له مع صوفية وقته أمور بان فيها فضله".

## نسبه وأسرته
هو الإمام الفقيه جمال الدين محمد بن علي بن عبد الله بن إبراهيم بن أبي بكر الخطيب المَوْزعيّ اليمني الشافعي المشهور بـ «ابن نور الدين» (المتوفي سنة 825 هـ) ويعرف أيضًا بابن الخطيب.

## مولده ونشأته
ولد الإمام الموزعي في قرية موزَع -بفتح الزاي- التابعة لمدينة تعزّ في اليمن، ولم تذكر المصادر تاريخ ولادته.
وقد نشأ في بيت علم وتقوى وصلاح، وكان عالمًا زاهدًا، وتقيًا ورعًا، مقبلًا على العلم والتحصيل، فلم يشغل نفسه بشيء من مشاغل الدنيا، وكان محبًا للخير، كريمًا، ينفق كلَّ ما عنده، ولم يدخر شيئًا، ومات فقيرًا مَدِينًا، فقام ابنه من بعده بسداد دينه.

## ثناء العلماء عليه
- قال عنه تلميذه الأهدل في تحفة الزمن:

وبرع ابن نور الدين في فن الأصول وعلم الفقه حتى حاز رنبة الاجتهاد فكان ينظر في أدلة أصحاب المذاهب ويأخذ بالراجح لمعرفته بطريق الترجيح المعروفة في الأصول، وكان عارف بالعربية والفرائض والحساب والتفسير وصنف تصانيف تدل على فضله وعلو همته في العلوم. 
- وقال البريهي في “تاريخه”: “الإمام العلامة الصالح الزاهد العابد، كان إمامًا عالمًا، علمه كالعارض الهاطل، المتحلي بتصانيفه، جِيْدُ الزمان العاطل، مُسْتَقَرُّ المحاسن والبيان، ومستودع البيان والإحسان، فخر اليمن، وبهجة الزمن، الصبور، الواصل للرحم، الخَشُوع، له الباع الطويل في لحم الفقه والأصول والنحو والمعاني والبيان واللغة، درَّس وأفتى، واشتهر، ورُزق القبول عند الخاصة والعامة”.[2]
- وقال السخاوي في “الضوء اللامع”: “الإمام الأصولي، جرت له أمور بان فيها فضلُه”.[5]

## شيوخه
- القاضي جمال الدين محمد بن عبد الله بن الحثيثي الصردفي الريمي -نسبة إلى ريمة ناحية باليمن- توفي سنة (792 هـ) وقد قرأ عليه الموزعي الفقهَ والأصول كاللمع للشيرازي، وغيرَ ذلك من العلوم. [2][3]
- تاج الدين الهندي، الدَّلَّي، الشيخ الفقيه، قرأ عليه الموزعي: “منتهى السول والأمل في علمي الأصول والجدل” لابن الحاجب. [2] [3]
- غياث الدين محمد بن جعفر الهندي الدَّلي، الشيخ العلامة الفقيه. [2] [3]

## مؤلفاته
صَنَّفَ الإمام المَوْزعيّ مؤلفات عدة في فنون مختلفة، مما يدل على تمكنه في هذه العلوم التي ألف فيها، ومنها:
1 – “تيسير البيان لأحكام القرآن”، مطبوع. 
2 – “الاستعداد لرتبة الاجتهاد”، مطبوع. 
3 – “مصابيح المغاني في معاني حروف المعاني”، مطبوع. 
4 – “كنوز الخبايا في قواعد الوصايا”، ذكره الأهدل في “تحفته”، وهو مفقود.
5 – “جامع الفقه”، ذكره الأهدل في “تحفته”، وقال: لكنه توفي قبل تمامه، ويقع في ثلاثة مجلدات. وهو مفقود. 
6 – “المطرب للسامعين في حكايات الصالحين”، اختصر فيه “روض الرياحين” لليافعي، وهو مفقود.
7 – “كشف الظلمة عن هذه الأمة”، ذكره البريهي في “تاريخه”، وتوجد منه نسخة خطية في المكتبة الغربية لجامع صنعاء (رقم 391).

## وفاته
قال تلميذه الأهدل: توفي الإمام الموزعي ببلده موزع في أوائل ربيع الآخر من سنة خمس وعشرين وثمانمائة 825هـ.